# Neottianthe
Neottianthe é um género botânico pertencente à família das orquídeas (Orchidaceae).

## Espécies
1. Neottianthe camptoceras (Rolfe ex Hemsl.) Schltr., Repert. Spec. Nov. Regni Veg. 16: 292 (1919).
2. Neottianthe compacta Schltr., Acta Horti Gothob. 1: 136 (1924).
3. Neottianthe cucullata (L.) Schltr., Repert. Spec. Nov. Regni Veg. 16: 292 (1919).
4. Neottianthe luteola K.Y.Lang & S.C.Chen, Acta Phytotax. Sin. 35: 545 (1996).
5. Neottianthe oblonga K.Y.Lang, Acta Phytotax. Sin. 35: 544 (1997).
6. Neottianthe ovata K.Y.Lang, Acta Phytotax. Sin. 36: 542 (1997).
7. Neottianthe secundiflora (Kraenzl.) Schltr., Repert. Spec. Nov. Regni Veg. 16: 291 (1919).